# Archivo Histórico Provincial de Soria
El Archivo Histórico Provincial de Soria es un archivo de titularidad pública con sede en la ciudad de Soria que sirve como archivo histórico e intermedio para la administración central, autonómica y territorial en la Provincia de Soria. 

## Historia
En 1924, la Comisión Provincial de Monumentos de Soria planteó la necesidad de crear un Archivo Histórico de Protocolos, pero hasta después de la Guerra Civil no se sentirá una verdadera necesidad de abordar el proyecto. Tras muchas gestiones, la entonces archivera de Hacienda, Concepción García Hernández, logra la creación del Archivo por Orden del Ministerio de Educación Nacional de 11 de enero de 1956.
El Archivo pasa por varias sedes: la Casa del Común, la Casa de Cultura y los sótanos del Servicio Territorial de Cultura hasta que en 1992 se inaugura su sede actual en el Palacio de los Ríos y Salcedo de Soria.
Será desde la década de 1980, con la llegada a Soria como Director del Archivo de Carlos Álvarez cuando comienzan a llegar la mayor parte de los fondos: notarías de la provincia, Contaduría de Hipotecas, Catastro de Ensenada, etc.
En la actualidad, aunque de titularidad estatal, es la Junta de Castilla y León quien gestiona el Archivo. El centro se constituye en la cabecera de la Red Provincial del Sistema de Archivos de Castilla y León, y como tal, recoge la documentación de la Administración Periférica de Castilla y León que adquiera la consideración de histórica. Por otro lado sigue recibiendo la documentación de la Administración del Estado en la provincia y depósitos y donaciones de acuerdo con las leyes.

## Edificio
El Archivo Histórico Provincial de Soria tiene su sede en el Palacio de los Ríos y Salcedo. El palacio es un edificio de arquitectura civil plateresca mandado edificar por Alonso del Río en 1549 en el centro de la ciudad, junto a la desaparecida iglesia de San Clemente en cuyos muros se apoyó en parte. Los rasgos renacentistas platerescos se concentran en su emblemática portada y en su peculiar ventana en esquina, restaurados a finales de 1993 y comienzos de 1994. En el siglo XIX fue habilitado temporalmente como Convento por las monjas clarisas y concepcionistas. Objeto de desamortización, fue adquirido en la segunda mitad del siglo XIX por particulares que lo alquilaron a la Guardia Civil, habiendo sido Cuartel y Comandancia hasta 1966. 
El edificio fue comprado por el Colegio de Arquitectos de Soria y comenzó su rehabilitación, siendo vendido poco después de empezar las obras al Ministerio de Cultura que adecuó los trabajos a las necesidades de un centro archivístico.
El total de la superficie construida es de 3.244 m² (útil 2.544). La capacidad total estimada de estantería es de 10.578 m/l.

## Fondos documentales
Son documentos producidos o reunidos en el ejercicio de sus funciones por organismos, Instituciones o personas físicas y jurídicas en el ámbito de la provincia de Soria. 
Aunque la mayor parte de los fondos corresponden a los generados por las diferentes administraciones durante los siglos XIX y XX, cuenta también con documentación medieval procedente de los gremios sorianos y del monasterio de Santa María de Huerta que están datados en el último tercio del siglo XII. Entre los fondos más antiguos destaca el de la Universidad de la Tierra de Soria que ofrece información muy valiosa para conocer la historia de la ciudad y su entorno más próximo entre los siglos XV y XIX.
Son destacables también series concretas, que aunque de fechas más recientes, son muy consultadas por investigadores de distintos campos como los “Proyectos de Obras Públicas” (XIX-XX) o los “Expedientes de la Comisión Provincial de Monumentos”. 
El papel de archivo intermedio que la legislación otorga a los Archivos Históricos Provinciales hace que se conserven en sus depósitos documentos que los ciudadanos necesitan para la defensa de sus derechos o para su utilización en distintas tramitaciones administrativas. Un claro ejemplo de esto son los fondos generados por el Catastro durante el siglo pasado que es la documentación actualmente más solicitada del Archivo.
Es también destacable la colección fotográfica reunida en el centro que cuenta con aproximadamente unas 15.000 imágenes.

## Servicios
El archivo cuenta con una Sala de Investigadores con 18 puestos de lectura. Para acceder a la misma sólo se requiere un documento acreditativo (D.N.I., pasaporte, etc.) y rellenar un pequeño cuestionario.
Pueden obtenerse copias de los documentos del Archivo en soporte fotocopia o reproducción digital, salvo en los casos en que la manipulación o reproducción afecte a la integridad física de los mismos, esté restringido su acceso por el contenido de sus datos o se vean afectados por la protección de la propiedad intelectual. 
El archivo cuenta con una biblioteca auxiliar con un fondo bibliográfico de más de 12.000 libros, folletos y revistas. Está constituido por obras de referencia de carácter general, historia local, archivística y sus ciencias afines.